# Robert Youngson
Robert G. Youngson (* 27. November 1917 in Brooklyn, New York City, New York; † 8. April 1974 in New York City, New York) war ein US-amerikanischer Drehbuchautor, Regisseur und Filmproduzent.

## Leben
Youngson studierte zunächst an der New York University und machte danach den Mastertitel an der Harvard University. Für das Filmstudio Warner Brothers drehte er ab 1948 kurze Dokumentarfilme über Sportereignisse wie Autorennen, American Football und Baseball. 1951 erhielt er für einen Kurzfilm über die Arbeit der Feuerwehr unter dem Namen Blaze Busters seine erste Oscar-Nominierung. Im Jahr darauf wurde er für den Kurzfilm World of Kids mit dem Oscar ausgezeichnet. Seinen zweiten Oscar erhielt er 1955 für den Kurzfilm This Mechanical Age, der die Geschichte der Luftfahrt thematisiert. In den darauffolgenden Jahren war er jeweils für einen weiteren Oscar nominiert. In den 1960er Jahren stellte er aus Stummfilm-Slapstickklassikern von Charlie Chaplin, Buster Keaton, Laurel und Hardy und anderen mehrere abendfüllende Spielfilme zusammen. Youngson war mit Jeanne Keyes Youngson (geb. 1924, gest. 2021) verheiratet und hatte keine Kinder.

## Filmografie (Auswahl)
- 1949: Batter Up
- 1949: Spills and Chills
- 1950: Blaze Busters
- 1951: World of Kids
- 1954: This Mechanical Age
- 1955: Gadgets Galore
- 1956: I Never Forget a Face
- 1957: Kintopps Lachkabinett (The Golden Age of Comedy)
- 1960: Als Lachen Trumpf war (When Comedy Was King)
- 1963: 30 Jahre Spaß (30 Years of Fun)
- 1964: Die große Metro-Lachparade (The Big Parade of Comedy)

## Auszeichnungen
- 1951: Oscar-Nominierung für Blaze Busters
- 1952: Oscar für World of Kids
- 1955: Oscar für This Mechanical Age
- 1956: Oscar-Nominierung für Gadgets Galore
- 1957: Oscar-Nominierung für I Never Forget a Face